# بن سرور
بن سرور (به عربی: بن سرور) یک شهرداری در الجزایر است که در استان مسیله واقع شده‌است.